# موزه دولتی تئاتر جمهوری آذربایجان
موزه دولتی تئاتر آذربایجان (ترکی آذربایجانی: Azərbaycan Dövlət Teatr Muzeyi) یکی از کانون‌های فرهنگی غنی و معروف جمهوری آذربایجان می‌باشد. «سوینج میکائیل‌اوا» ریاست این موزه را بر عهده دارد. این موزه که، به حدود بیش از ۱۳۵ هزار اشیای نمایشی در خود جای داده‌است، در «مرکز موزه» باکو قرار دارد.

## تاریخ موزه
تأسیس و راه‌اندازی موزه به سال ۱۹۳۴ بازمی‌گردد. این موزه با اهتمام و زحمات زیاد «آقاکریم شریف» که، در تحقیق و تبلیغ تئاتر آذربایجانی از هیچ کوششی فروگذار ننموده‌است، دایر گردیده‌است.
پیشنهادی در جهت تأسیس چنین موزه‌ای در نشست سرتاسر کشور کارمندان تئاتر در سال ۱۹۳۴ مطرح شده و این موزه در همان سال در ساختمان تئاتر دولتی درام جمهوری آذربایجانی راه‌اندازی گردیده‌است. در واقع، این بنیان نمایشگاه اختصاص یافته به تاریخ تئاتر و موزه‌ای آتی بود.
از همان ابتدای تاسیسش، این موزه به مرکزی گردآوری و نگهداری از یادگارها، دست‌نوشته‌ها، عکس‌ها، نقاشی‌ها، اسناد مختلف متعلق به تاریخ و رجال تئاتر تبدیل شد.
این نمایشگاه در مدت کوتاهی به‌عنوان بخش تئاتر موزه دولتی آذربایجان که، در آن دوران فعالیت داشت، به‌طور رسمی شروع به کار کرد. سرانجام در سال ۱۹۳۴، موزه دولتی تئاتر آذربایجان تحت پایگاه شعبه ذی‌ربط موزه دولتی آذربایجان تأسیس شد و «آقاکریم شریف» رئیس موزه منصوب کردید. مراسم افتتاحیه پرشکوه موزه در ۲۵ نوامبر سال ۱۹۳۵ با حضور هنرمندان مطرح وقت همچون؛ بولبول، شوکت محمدوا، حسین قلی سرابسکی، آلکساندر توقانوف، اولوو رجب، اسماعیل هدایت زاده و غیره … برگزار گردید.
نام نمایش‌نامه‌نویس سرشناس آذربایجانی «جعفر جبارلی» در سال ۱۹۳۵ به این موزه گذاشته شد.
در سال ۱۹۶۳، موزه دولتی تئاتر آذربایجانی لغو و به شعبه تئاتر و نمایش‌نامهٔ موزه ادبیات آذربایجان متحول شد.

## موقعیت‌های موزه
حاکمیت جمهوری در سال ۱۹۶۸ فرمانی تحت عنوان «در مورد تشکیل موزه دولتی تئاتر آذربایجان به‌نام جعفر جبارلی» تصویب نمود. به موجب این فرمان اتاق‌های طبقه ۴ موزه ادبیات آذربایجان به‌نام نظامی گنجوی به این موزه تازه تأسیس واگذار گردید. مهمتری نقل مکان در تاریخ موزه دولتی تئاتر آذربایجان در سال ۱۹۹۱ صورت گرفت. پس از آنکه ساختمان شعبه باکو موزه مرکزی لنین که اولین و تنها بنای ساخته شده برای احداث موزه بود به وزارت فرهنگ و گردشگری جمهوری آذربایجان داده شد، مرکز موزه در آن مکان دایر گردید. به این روش موزه دولتی تئاتر آذربایجان در کنار موزه دولتی قالی و هنر کاربرد مردم آذربایجان و موزه استقلال آذربایجان در این مکان قرار گرفت. نهایتاً نمایشگاهی ایجاد شد که، تاریخ غنی تئاتر جمهوری آذربایجان را به نمایش می‌گذارد.